# Кенні Саєф
Кеннет Хасан «Кенні» Саєф (англ. Kenneth Hasan "Kenny" Saief,араб. كينيث حسن "كيني" سيف, івр. קנת' חסן "קני" סייף; нар. 17 грудня 1993, Панама-Сіті) — ізраїльський та американський футболіст друзького походження, півзахисник, нападник клубу «Маккабі» (Хайфа), який грав за національні збірні Ізраїлю та США. Виступав також за низку клубів різних країн. Чемпіон Бельгії. Володар Суперкубка Бельгії.

## Клубна кар'єра
Кенні Саєф народився 1993 року в американському місті Панама-Сіті в сім'ї друзів. Ще в дитинстві він з родиною повернувся до Ізраїлю. Займався в юнацьких командах футбольних клубів різних країн. У професійному футболі Саєф дебютував 2011 року виступами за ізраїльську команду «Бней-Сахнін», проте ще цього ж року перейшов до клубу «Хапоель» (Хайфа), в якому грав до 2012 року.
У 2012—2013 роках футболіст грав у складі команди «Хапоель» (Кір'ят-Шмона), а в 2013—2014 роках грав у складі клубу «Хапоель» (Рамат-га-Шарон).
У 2014 році Кенні Саєф став гравцем бельгійського клубу «Гент», у складі якого грав до 2018 року. У складі «Гента» ізраїльсько-американський футболіст став чемпіоном Бельгії та володарем Суперкубка Бельгії.
У 2018 році Саєф перейшов до іншого бельгійського клубу «Андерлехт», проте вже наступного року клуб віддав футболіста в оренду до клубу Major League Soccer «Цинциннаті», а в 2020 році в оренду до польського клубу «Лехія» (Гданськ). У 2021—2022 роках Саєф грав у оренді в ізраїльському клубі «Ашдод». У 2022—2024 роках футболіст грав в азербайджанському клубі «Нефтчі» на умовах постійного контракту. З 2024 року Кенні Саєф грає в ізраїльському клубі «Маккабі» (Хайфа).

## Виступи за збірні
У 2008 році Кенні Саєф дебютував у складі юнацької збірної Ізраїлю, загалом на юнацькому рівні взяв участь у 19 іграх, відзначившись 3 забитими голами. Протягом 2013—2015 років футболіст грав у складі молодіжної збірної Ізраїлю. На молодіжному рівні зіграв у 2 офіційних матчах. У 2016 році Саєф зіграв 2 матчі у складі національної збірної Ізраїлю.
У 2017 році Кенні Саєф вирішив змінити футбольне громадянство, та вирішив виступати за національну збірну США. У 2017—2018 роках Саєф зіграв 4 матчі за збірну США.

## Титули і досягнення
- Чемпіон Бельгії (1):

«Гент»: 2014–2015
- Володар Суперкубка Бельгії (1):

«Гент»: 2015